# 孙松 (演员)
孙松（1963年6月—），男，祖籍山东，生于北京，中国大陆演员，北京电影制片厂演员剧团演员。

## 生平
孙松出生于北京，祖籍山东，其父孙庆荣曾在中央实验话剧院担任演员。毕业于北京电影学院。1990年因出演电视剧《渴望》中的“王沪生”一角而家喻户晓，其母韩影则经孙庆荣介绍加入《渴望》剧组并饰演刘大妈一角。